# Джон Вотсон Фостер
Джон Вотсон Фостер (англ. John Watson Foster; 2 березня 1836 — 15 листопада 1917) — американський політик-республіканець, 32-й Держсекретар США, дипломат.

## Життєпис
Джон Фостер народився у Пітерсбурзі, але незабаром переїхав разом з батьками в Евансвіл, Індіана. У 1855 році закінчив Індіанський університет в Блумінгтоні. Потім здобув освіту в Юридичній школі Гарвардського університету. До 1861 року займався адвокатською практикою в Евансвіллі. Під час Громадянської війни воював на боці США в званні майора, але після взяття форту Донелсон отримав полковника. У його підпорядкуванні знаходився 136-й піхотний полк Індіани.
Після війни влаштувався редактором у Evansville Daily. Під його керівництвом це видання стало основним республіканським виданням в регіоні. З 1873 по 1885 рік перебував на дипломатичній службі, по черзі в Мексиці, Росії, та Іспанії.
У 1885—1892 вів адвокатську практику в Евансвіллі. 29 червня 1892 року президент Бенджамін Гаррісон призначив Фостера Держсекретарем США. На цій посаді займався проблемою Гаваїв. Пішов в відставку 23 лютого 1893 року.
Після відходу з федерального уряду Фостер відновив дипломатичну діяльність. У 1895 році він представляв інтереси Китаю на мирних переговорах, які закінчили Японо-китайську війну. У 1907 році також представляв Китай на Гаазької конференції.
Фостер був співзасновником Американського товариства міжнародного права (1906) і Фонду Енрдю Карнегі за мир у всьому світі (1910). Хоча більшу частину життя був пацифістом, в 1917 році все ж виступав за вступ США в Першу світову війну.
15 листопада 1917 Джон Вотсон Фостер помер.